# ترم کار
ترِم کار (انگلیسی: Trem Carr؛ ۶ نوامبر ۱۸۹۱ – ۱۸ اوت ۱۹۴۶) تهیه‌کننده اهل ایالات متحده آمریکا بود.
از فیلم‌هایی که وی در آن‌ها نقش داشته است، می‌توان به فرار از زندان، مسیر اورگن، مسیر الماس و مادر و پسر اشاره نمود.